# Recopa Sudamericana 1998
La Recopa Sudamericana 1998 fue la décima edición del torneo organizado por la Confederación Sudamericana de Fútbol que enfrentaba al campeón de la Copa Libertadores de América con el campeón de la Supercopa Sudamericana.
La jugaron Cruzeiro de Brasil, ganador de la Copa Libertadores 1997, y River Plate de Argentina, vencedor de la Supercopa Sudamericana 1997. Pese a corresponder a la temporada 1998, se disputó en el año 1999 en el marco de la fase de grupos de la Copa Mercosur de ese año, ya que casualmente ambos finalistas coincidieron en el Grupo A de aquel certamen, de manera que Conmebol determinó que la Recopa Sudamericana quedaría en manos del que ganase en el resultado global de los dos partidos, en caso de quedar igualada la serie no habrían penales, quedando inconclusa sin campeón. Los encuentros, jugados en los días 3 de agosto y 23 de septiembre de 1999, finalizaron con victorias de Cruzeiro —2-0 en condición de local, y 3-0 como visitante—, siendo este el primer título del cuadro brasileño en la competición. El resultado global de 5-0 es, además, la mayor diferencia de goles en una final a doble partido en la historia del torneo. El Club River Plate la disputó bajo protesta, ya que su organización y formato fueron establecidos pocos días antes de su disputa y sin previo aviso o consulta. 
Fue la última vez en la que el certamen enfrentó al campeón de la Copa Libertadores de América con el de la Supercopa Sudamericana, ya que esta última fue discontinuada luego de su edición de 1997. Tras cuatro años sin jugarse, la Recopa fue reinstaurada en 2003, con la participación del vencedor de la Copa Sudamericana.
Erróneamente, esta edición ha sido registrada por Rec.Sport.Soccer Statistics Foundation (RSSSF) como correspondiente a la temporada 1997, lo cual no es efectivo, ya que la Confederación Sudamericana de Fútbol (Conmebol) confirmó en 2007 que se trata de la edición de 1998 del torneo internacional.

## Equipos participantes
|  | Cruzeiro    |  | Bandera de Brasil    |  | Campeón de la Copa Libertadores (1997)      |
|  | River Plate |  | Bandera de Argentina |  | Campeón de la Supercopa Sudamericana (1997) |

## Sedes
| Belo Horizonte                 | Buenos Aires                   |
| ------------------------------ | ------------------------------ |
| Estadio Mineirão               | Estadio Monumental             |
| Capacidad: 75 783 espectadores | Capacidad: 61 688 espectadores |
|                                |                                |

## Resultados
| Bandera de Argentina | vs. | Bandera de Brasil |
| River Plate 0        | vs. | Cruzeiro 2 3      |

### Partido de ida
| 3 de agosto de 1999, 21:30 (UTC-3) | Cruzeiro                  | 2:0 (1:0) | River Plate | Estadio Mineirão, Belo Horizonte                             |                                                              |
|                                    | Müller 12' · Geovanni 88' | Reporte   |             | Asistencia: 7 103 espectadores Árbitro(s): José Luis Da Rosa | Asistencia: 7 103 espectadores Árbitro(s): José Luis Da Rosa |

| 1          | POR        | André            |     |
| 19         | DEF        | Donizete Amorim  |     |
| 4          | DEF        | Marcelo Djian    |     |
| 13         | DEF        | Arnaldo Espínola |     |
| 17         | DEF        | Tércio           |     |
| 5          | MED        | Donizete         |     |
| 20         | MED        | Ricardinho       |     |
| 10         | MED        | Valdo            |     |
| 7          | DEL        | Müller           |     |
| 9          | DEL        | Marcelo Ramos    | 68' |
| 11         | DEL        | Alex Alves       | 64' |
| Entrenador | Entrenador | Levir Culpi      |     |

| 1          | POR        | Roberto Bonano    |     |
| 19         | DEF        | Leonardo Ramos    |     |
| 2          | DEF        | Roberto Trotta    |     |
| 6          | DEF        | Pedro Sarabia     |     |
| 3          | DEF        | Diego Placente    |     |
| 25         | MED        | Nelson Cuevas     |     |
| 24         | MED        | Marcelo Gómez     |     |
| 23         | MED        | Guillermo Pereyra |     |
| 16         | DEL        | Damián Álvarez    | 80' |
| 9          | DEL        | Sebastián Rambert | 55' |
| 7          | DEL        | Martín Cardetti   | 80' |
| Entrenador | Entrenador | Ramón Díaz        |     |

| 18 | MED | Paulo Isidoro | 64' |
| 16 | MED | Geovanni      | 68' |

| 20 | MED | Leonel Gancedo    | 55' |
| 15 | DEF | Ariel Franco      | 80' |
| 18 | DEL | Cristian Castillo | 80' |

| Anotado | 12' | Müller   | 1:0 |
| Anotado | 88' | Geovanni | 2:0 |

|  |  |  |  |

| Amonestado | 70' | Arnaldo Espínola |
| Amonestado | 85' | Donizete         |

| Amonestado | 33' | Guillermo Pereyra |
| Amonestado | 37' | Marcelo Gómez     |
| Amonestado | 81' | Leonel Gancedo    |

| Expulsado | 86' | Valdo |

|  |  |  |

| Árbitro | José Luis Da Rosa |

| 1          | POR        | André            |     |
| 19         | DEF        | Donizete Amorim  |     |
| 4          | DEF        | Marcelo Djian    |     |
| 13         | DEF        | Arnaldo Espínola |     |
| 17         | DEF        | Tércio           |     |
| 5          | MED        | Donizete         |     |
| 20         | MED        | Ricardinho       |     |
| 10         | MED        | Valdo            |     |
| 7          | DEL        | Müller           |     |
| 9          | DEL        | Marcelo Ramos    | 68' |
| 11         | DEL        | Alex Alves       | 64' |
| Entrenador | Entrenador | Levir Culpi      |     |

| 1          | POR        | Roberto Bonano    |     |
| 19         | DEF        | Leonardo Ramos    |     |
| 2          | DEF        | Roberto Trotta    |     |
| 6          | DEF        | Pedro Sarabia     |     |
| 3          | DEF        | Diego Placente    |     |
| 25         | MED        | Nelson Cuevas     |     |
| 24         | MED        | Marcelo Gómez     |     |
| 23         | MED        | Guillermo Pereyra |     |
| 16         | DEL        | Damián Álvarez    | 80' |
| 9          | DEL        | Sebastián Rambert | 55' |
| 7          | DEL        | Martín Cardetti   | 80' |
| Entrenador | Entrenador | Ramón Díaz        |     |

| 18 | MED | Paulo Isidoro | 64' |
| 16 | MED | Geovanni      | 68' |

| 20 | MED | Leonel Gancedo    | 55' |
| 15 | DEF | Ariel Franco      | 80' |
| 18 | DEL | Cristian Castillo | 80' |

| Anotado | 12' | Müller   | 1:0 |
| Anotado | 88' | Geovanni | 2:0 |

|  |  |  |  |

| Amonestado | 70' | Arnaldo Espínola |
| Amonestado | 85' | Donizete         |

| Amonestado | 33' | Guillermo Pereyra |
| Amonestado | 37' | Marcelo Gómez     |
| Amonestado | 81' | Leonel Gancedo    |

| Expulsado | 86' | Valdo |

|  |  |  |

| Árbitro | José Luis Da Rosa |

### Partido de vuelta
| 23 de septiembre de 1999, 21:15 (UTC-3) | River Plate | 0:3 (0:1) | Cruzeiro                                                | Estadio Monumental, Buenos Aires                         |                                                          |
|                                         |             | Reporte   | 18' Geovanni · 82' (pen.) Marcelo Ramos · 90+2' Gustavo | Asistencia: 3 500 espectadores Árbitro(s): Ubaldo Aquino | Asistencia: 3 500 espectadores Árbitro(s): Ubaldo Aquino |

| 1          | POR        | Roberto Bonano    |     |
| 14         | DEF        | Gustavo Lombardi  |     |
| 2          | DEF        | Roberto Trotta    |     |
| 19         | DEF        | Leonardo Ramos    |     |
| 14         | DEF        | Norberto Acosta   |     |
| 8          | MED        | Marcelo Escudero  | 46' |
| 23         | MED        | Guillermo Pereyra | 63' |
| 20         | MED        | Leonel Gancedo    |     |
| 16         | MED        | Damián Álvarez    | 46' |
| 25         | DEL        | Nelson Cuevas     |     |
| 11         | DEL        | Martín Cardetti   |     |
| Entrenador | Entrenador | Ramón Díaz        |     |

| 1          | POR        | André           |     |
| 14         | DEF        | Gustavo         |     |
| 23         | DEF        | Cris            |     |
| 3          | DEF        | Marcelo Djian   |     |
| 6          | DEF        | André Luiz      |     |
| 20         | MED        | Ricardinho      |     |
| 15         | MED        | Marcos Paulo    |     |
| 19         | MED        | Donizete Amorim | 68' |
| 18         | MED        | Paulo Isidoro   |     |
| 11         | DEL        | Alex Alves      | 68' |
| 16         | DEL        | Geovanni        | 75' |
| Entrenador | Entrenador | Levir Culpi     |     |

| 24 | MED | Marcelo Gómez     | 46' |
| 18 | DEL | Cristian Castillo | 46' |
| 13 | DEF | Ariel Garcé       | 63' |

| 8  | MED | Djair            | 68' |
| 25 | DEF | Arnaldo Espínola | 68' |
| 9  | DEL | Marcelo Ramos    | 75' |

|  |  |  |  |

| Anotado         | 18'   | Geovanni      | 1:0 |
| Anotado · Penal | 82'   | Marcelo Ramos | 2:0 |
| Anotado         | 90+2' | Gustavo       | 3:0 |

| Amonestado | 44' | Martín Cardetti  |
| Amonestado | 45' | Marcelo Escudero |
| Amonestado | 73' | Marcelo Gómez    |

| Amonestado | 24' | Geovanni   |
| Amonestado | 64' | Ricardinho |

| Expulsado | 47' | Leonel Gancedo |
| Expulsado | 51' | Roberto Trotta |

| Expulsado | 47' | Cris |

| Árbitro | Ubaldo Aquino |

| 1          | POR        | Roberto Bonano    |     |
| 14         | DEF        | Gustavo Lombardi  |     |
| 2          | DEF        | Roberto Trotta    |     |
| 19         | DEF        | Leonardo Ramos    |     |
| 14         | DEF        | Norberto Acosta   |     |
| 8          | MED        | Marcelo Escudero  | 46' |
| 23         | MED        | Guillermo Pereyra | 63' |
| 20         | MED        | Leonel Gancedo    |     |
| 16         | MED        | Damián Álvarez    | 46' |
| 25         | DEL        | Nelson Cuevas     |     |
| 11         | DEL        | Martín Cardetti   |     |
| Entrenador | Entrenador | Ramón Díaz        |     |

| 1          | POR        | André           |     |
| 14         | DEF        | Gustavo         |     |
| 23         | DEF        | Cris            |     |
| 3          | DEF        | Marcelo Djian   |     |
| 6          | DEF        | André Luiz      |     |
| 20         | MED        | Ricardinho      |     |
| 15         | MED        | Marcos Paulo    |     |
| 19         | MED        | Donizete Amorim | 68' |
| 18         | MED        | Paulo Isidoro   |     |
| 11         | DEL        | Alex Alves      | 68' |
| 16         | DEL        | Geovanni        | 75' |
| Entrenador | Entrenador | Levir Culpi     |     |

| 24 | MED | Marcelo Gómez     | 46' |
| 18 | DEL | Cristian Castillo | 46' |
| 13 | DEF | Ariel Garcé       | 63' |

| 8  | MED | Djair            | 68' |
| 25 | DEF | Arnaldo Espínola | 68' |
| 9  | DEL | Marcelo Ramos    | 75' |

|  |  |  |  |

| Anotado         | 18'   | Geovanni      | 1:0 |
| Anotado · Penal | 82'   | Marcelo Ramos | 2:0 |
| Anotado         | 90+2' | Gustavo       | 3:0 |

| Amonestado | 44' | Martín Cardetti  |
| Amonestado | 45' | Marcelo Escudero |
| Amonestado | 73' | Marcelo Gómez    |

| Amonestado | 24' | Geovanni   |
| Amonestado | 64' | Ricardinho |

| Expulsado | 47' | Leonel Gancedo |
| Expulsado | 51' | Roberto Trotta |

| Expulsado | 47' | Cris |

| Árbitro | Ubaldo Aquino |

|                              |
| Bandera de Brasil            |
| Campeón Cruzeiro 1.er título |